# Mermessus fractus
Mermessus fractus là một loài nhện trong họ Linyphiidae.
Loài này thuộc chi Mermessus. Mermessus fractus được Alfred Frank Millidge miêu tả năm 1987.